# Баніфальєт
Баніфальє́т (кат. Benifallet, вимова літературною каталанською [bənifə'ʎet]) — муніципалітет, розташований в Автономній області Каталонія, в Іспанії. Код муніципалітету за номенклатурою Інституту статистики Каталонії — 430252. Знаходиться у районі (кумарці) Баш-Ебра (коди району — 09 та BB) провінції Таррагона, згідно з новою адміністративною реформою перебуватиме у складі Ебрської баґарії (округи).

## Назва муніципалітету
Назва муніципалітету походить від араб. banī - "сини" або араб. χallāṭ - "інтриган". У середньовіччі містечко називалося Benichalet (зафіксовано у 1171 р.) та Benifalet (у 1155 р.).

## Населення
Населення міста (у 2007 р.) становить 808 осіб (з них менше 14 років - 10,4%, від 15 до 64 - 56,2%, понад 65 років - 33,4%). У 2006 р. народжуваність склала 0 осіб, смертність - 8 осіб, зареєстровано 0 шлюбів. У 2001 р. активне населення становило 301 особа, з них безробітних - 21 особа.

Серед осіб, які проживали на території міста у 2001 р., 820 народилися в Каталонії (з них 754 особи у тому самому районі, або кумарці), 23 особи приїхали з інших областей Іспанії, а 5 осіб приїхало з-за кордону. 

Вищу освіту має 5,1% усього населення. 

У 2001 р. нараховувалося 273 домогосподарства (з них 17,2% складалися з однієї особи, 24,9% з двох осіб,17,2% з 3 осіб, 20,5% з 4 осіб, 13,2% з 5 осіб, 4,8% з 6 осіб, 2,2% з 7 осіб, 0% з 8 осіб і 0% з 9 і більше осіб).

Активне населення міста у 2001 р. працювало у таких сферах діяльності : у сільському господарстві - 36,1%, у промисловості - 16,4%, на будівництві - 8,6% і у сфері обслуговування - 38,9%. 

 У муніципалітеті або у власному районі (кумарці) працює 250 осіб, поза районом - 89 осіб.

### Безробіття
У 2007 р. нараховувалося 19 безробітних (у 2006 р. - 26 безробітних), з них чоловіки становили 57,9%, а жінки - 42,1%.

## Економіка

### Підприємства міста

#### Промислові підприємства
| \| Промислові підприємства міста, за сферою діяльності \| Промислові підприємства міста, за сферою діяльності \| Промислові підприємства міста, за сферою діяльності \| \| Рік \| 2002 р. \| 2001 р. \| \| --------------------------------------------------- \| --------------------------------------------------- \| --------------------------------------------------- \| \| Енергетичні та водні ресурси \| 0% \| 0% \| \| Хімія та метали \| 0% \| 0% \| \| Переробка металів \| 10% \| 9,1% \| \| Продукти харчування \| 50% \| 54,5% \| \| Текстиль \| 20% \| 18,2% \| \| Виробництво меблів, видання \| 20% \| 18,2% \| \| Інше \| 0% \| 0% \| \| Усього підприємств \| 10 \| 11 \| |         |         |
| Промислові підприємства міста, за сферою діяльності |         |         |
| Рік | 2002 р. | 2001 р. |
| Енергетичні та водні ресурси | 0%      | 0%      |
| Хімія та метали | 0%      | 0%      |
| Переробка металів | 10%     | 9,1%    |
| Продукти харчування | 50%     | 54,5%   |
| Текстиль | 20%     | 18,2%   |
| Виробництво меблів, видання | 20%     | 18,2%   |
| Інше | 0%      | 0%      |
| Усього підприємств | 10      | 11      |

#### Роздрібна торгівля
| \| Підприємства роздрібної торгівлі міста, за сферою діяльності \| Підприємства роздрібної торгівлі міста, за сферою діяльності \| Підприємства роздрібної торгівлі міста, за сферою діяльності \| \| Рік \| 2002 р. \| 2001 р. \| \| ------------------------------------------------------------ \| ------------------------------------------------------------ \| ------------------------------------------------------------ \| \| Продукти харчування \| 43,8% \| 46,7% \| \| Одяг та взуття \| 6,2% \| 6,7% \| \| Товари для дому \| 0% \| 0% \| \| Книги та періодичні видання \| 6,2% \| 0% \| \| Промислова хімічна продукція \| 18,8% \| 20% \| \| Продукція, пов'язана з транспортними засобами \| 0% \| 0% \| \| Інше \| 25% \| 26,7% \| \| Усього підприємств \| 16 \| 15 \| |         |         |
| Підприємства роздрібної торгівлі міста, за сферою діяльності |         |         |
| Рік | 2002 р. | 2001 р. |
| Продукти харчування | 43,8%   | 46,7%   |
| Одяг та взуття | 6,2%    | 6,7%    |
| Товари для дому | 0%      | 0%      |
| Книги та періодичні видання | 6,2%    | 0%      |
| Промислова хімічна продукція | 18,8%   | 20%     |
| Продукція, пов'язана з транспортними засобами | 0%      | 0%      |
| Інше | 25%     | 26,7%   |
| Усього підприємств | 16      | 15      |

#### Сфера послуг
| \| Підприємства міста, що працюють у сфері послуг, за діяльністю \| Підприємства міста, що працюють у сфері послуг, за діяльністю \| Підприємства міста, що працюють у сфері послуг, за діяльністю \| \| Рік \| 2002 р. \| 2001 р. \| \| ------------------------------------------------------------- \| ------------------------------------------------------------- \| ------------------------------------------------------------- \| \| Гуртова торгівля \| 17,6% \| 17,6% \| \| Готелі та готельний бізнес \| 23,5% \| 20,6% \| \| Транспорт та зв'язок \| 29,4% \| 32,4% \| \| Посередницькі фінансові послуги \| 2,9% \| 2,9% \| \| Послуги підприємствам \| 0% \| 0% \| \| Послуги фізичним особам \| 20,6% \| 20,6% \| \| Нерухомість та ін. \| 5,9% \| 5,9% \| \| Усього підприємств \| 34 \| 34 \| |         |         |
| Підприємства міста, що працюють у сфері послуг, за діяльністю |         |         |
| Рік | 2002 р. | 2001 р. |
| Гуртова торгівля | 17,6%   | 17,6%   |
| Готелі та готельний бізнес | 23,5%   | 20,6%   |
| Транспорт та зв'язок | 29,4%   | 32,4%   |
| Посередницькі фінансові послуги | 2,9%    | 2,9%    |
| Послуги підприємствам | 0%      | 0%      |
| Послуги фізичним особам | 20,6%   | 20,6%   |
| Нерухомість та ін. | 5,9%    | 5,9%    |
| Усього підприємств | 34      | 34      |

## Житловий фонд
У 2001 р. 11% усіх родин (домогосподарств) мали житло метражем до 59 м2, 38,8% - від 60 до 89 м2, 29,7% - від 90 до 119 м2 і
20,5% - понад 120 м2.

З усіх будівель у 2001 р. 9% було одноповерховими, 70,1% - двоповерховими, 20,9
% - триповерховими, 0% - чотириповерховими, 0% - п'ятиповерховими, 0% - шестиповерховими,
0% - семиповерховими, 0% - з вісьмома та більше поверхами.

## Автопарк
| \| Автомобілі, зареєстровані у місті, за призначенням \| Автомобілі, зареєстровані у місті, за призначенням \| Автомобілі, зареєстровані у місті, за призначенням \| \| Рік \| 2006 р. \| 2005 р. \| \| -------------------------------------------------- \| -------------------------------------------------- \| -------------------------------------------------- \| \| Приватні автомобілі \| 50,9% \| 51,4% \| \| Мотоцикли \| 11,4% \| 11,8% \| \| Вантажівки \| 31,3% \| 30,6% \| \| Трактори \| 0,6% \| 0,7% \| \| Автобуси та ін. \| 5,7% \| 5,4% \| \| Усього автомобілів \| 632 шт. \| 591 шт. \| |         |         |
| Автомобілі, зареєстровані у місті, за призначенням |         |         |
| Рік | 2006 р. | 2005 р. |
| Приватні автомобілі | 50,9%   | 51,4%   |
| Мотоцикли | 11,4%   | 11,8%   |
| Вантажівки | 31,3%   | 30,6%   |
| Трактори | 0,6%    | 0,7%    |
| Автобуси та ін. | 5,7%    | 5,4%    |
| Усього автомобілів | 632 шт. | 591 шт. |

## Вживання каталанської мови
У 2001 р. каталанську мову у місті розуміли 99,1% усього населення (у 1996 р. - 100%), вміли говорити нею 92,2% (у 1996 р. - 
94,9%), вміли читати 89,5% (у 1996 р. - 93,3%), вміли писати 80,3
% (у 1996 р. - 83,4%). Не розуміли каталанської мови 0,9%.

## Політичні уподобання
У виборах до Парламенту Каталонії у 2006 р. взяло участь 433 особи (у 2003 р. - 521 особа). Голоси за політичні сили розподілилися таким чином:
| \| Вибори до Парламенту Каталонії \| Вибори до Парламенту Каталонії \| Вибори до Парламенту Каталонії \| \| Рік \| 2006 р. \| 2003 р. \| \| -------------------------------------- \| ------------------------------ \| ------------------------------ \| \| Конвергенція та Єднання (CiU) \| 27,3% \| 25,3% \| \| Соціалістична партія Каталонії (PSC) \| 34,6% \| 39,3% \| \| Народна партія (PP) \| 6,9% \| 5,8% \| \| Ініціатива за Каталонію — Зелені (ICV) \| 3,2% \| 2,9% \| \| Республіканська лівиця Каталонії (ERC) \| 27,3% \| 26,1% \| \| Громадяни — Громадянська партія (C's) \| 0% \| 0% \| \| Інші \| 0,7% \| 0,6% \| |         |         |
| Вибори до Парламенту Каталонії |         |         |
| Рік | 2006 р. | 2003 р. |
| Конвергенція та Єднання (CiU) | 27,3%   | 25,3%   |
| Соціалістична партія Каталонії (PSC) | 34,6%   | 39,3%   |
| Народна партія (PP) | 6,9%    | 5,8%    |
| Ініціатива за Каталонію — Зелені (ICV) | 3,2%    | 2,9%    |
| Республіканська лівиця Каталонії (ERC) | 27,3%   | 26,1%   |
| Громадяни — Громадянська партія (C's) | 0%      | 0%      |
| Інші | 0,7%    | 0,6%    |

У муніципальних виборах у 2007 р. взяло участь 563 особи (у 2003 р. - 640 осіб). Голоси за політичні сили розподілилися таким чином:
| \| Муніципальні вибори \| Муніципальні вибори \| Муніципальні вибори \| \| Рік \| 2007 р. \| 2003 р. \| \| -------------------------------------- \| ------------------- \| ------------------- \| \| Конвергенція та Єднання (CiU) \| 21,3% \| 35,9% \| \| Соціалістична партія Каталонії (PSC) \| 21,7% \| 21,4% \| \| Народна партія (PP) \| 0% \| 0% \| \| Ініціатива за Каталонію — Зелені (ICV) \| 0% \| 0% \| \| Республіканська лівиця Каталонії (ERC) \| 57% \| 0% \| \| Громадяни — Громадянська партія (C's) \| 0% \| 0% \| \| Інші \| 0% \| 42,7% \| |         |         |
| Муніципальні вибори |         |         |
| Рік | 2007 р. | 2003 р. |
| Конвергенція та Єднання (CiU) | 21,3%   | 35,9%   |
| Соціалістична партія Каталонії (PSC) | 21,7%   | 21,4%   |
| Народна партія (PP) | 0%      | 0%      |
| Ініціатива за Каталонію — Зелені (ICV) | 0%      | 0%      |
| Республіканська лівиця Каталонії (ERC) | 57%     | 0%      |
| Громадяни — Громадянська партія (C's) | 0%      | 0%      |
| Інші | 0%      | 42,7%   |